# Castors de Sherbrooke (1969-1982)
Cet article concerne l'équipe disparue en 1982. Pour l'équipe disparue en 2003, voir Castors de Sherbrooke (1992-2003).
Les Castors de Sherbrooke — en anglais les Sherbrooke Beavers — sont une franchises de la Ligue de hockey junior majeur du Québec de 1969 à 1982.

## La première franchise
Les premiers Castors de Sherbrooke ont existé de 1969, première saison de la LHJMQ, à 1982, année où la franchise déménage à Saint-Jean-sur-Richelieu pour devenir les Castors de Saint-Jean. Sept saisons plus tard, la franchise est renommée Lynx de Saint-Jean puis en 1995, elle déménage à Rimouski et devient l'Océanic de Rimouski, franchise évoluant toujours dans la LHJMQ.
L'équipe gagne la Coupe du président à trois reprises en 1975, en 1977 et enfin en 1982. Ainsi, à trois occasions, l'équipe accède à la Coupe Memorial mais lors des deux premières éditions, elle ne parvient pas à la finale. En 1982, la finale est atteinte mais les Rangers de Kitchener l'emportent.

## Accident
Un autobus ayant à son bord les joueurs des Castors de Sherbrooke de la Ligue de hockey junior majeur du Québec (LHJMQ) fait une embardée dans le parc des Laurentides le 24 novembre 1974. Cet accident coûte la vie à un jeune athlète originaire de Drummondville : Gaétan Paradis.
La perte de contrôle de l'autobus qui survient à une trentaine de milles (environ 48 km) de Chicoutimi cause, en plus de la mort de Paradis, de nombreuses blessures graves au chauffeur et à plusieurs des 29 passagers. Un des témoins du drame, Alain Bélanger, raconte : « Nous dormions tous, comme nous avons l'habitude de le faire en voyageant. Soudain nous nous sommes réveillés en sursaut. Nous plongions vers le plafond de l'autobus qui tournait sens dessus dessous. C'était terrible.» Cet accident, que l'on attribue aux difficiles conditions climatiques, force l'annulation de la partie prévue le soir même contre les Saguenéens de Chicoutimi. Les Castors reviendront au jeu le 1er décembre contre le National de Laval. Devant 5 743 de leurs partisans, ils remporteront une partie chargée d'émotions par le compte de 7-1. Un mois et demi plus tard, les Castors réalisent un véritable tour de force en défaisant les champions juniors mondiaux en titre, l'équipe de l'URSS, 7 à 0, devant un public survolté. Cette rencontre, qui a lieu le 7 janvier 1975, constitue vraisemblablement le plus haut fait d'armes de l'histoire de cette franchise qui disparait dans les années 1980 avant de renaître une dizaine d'années plus tard.